# Зоревка (Золотоношский район)
Зоре́вка (укр. Зорівка) — село в Золотоношском районе Черкасской области, Украины.
Село расположено на реке Крапивная (бассейн реки Золотоношки) за 20 км от районного центра — города Золотоноша, в 13 км от железнодорожной станции Пальмира и за 11 км от шоссе Пальмира — Чернобай. Население — 851 человек.
Село Зоревка — административный центр Зоревского сельского совета.

## История
На месте современной Зоревки некогда стояли четыре населенных пункта: Зоревка, Чугуевка, Сотниковка и Мелесовка.Эти хутора были основаны во второй половине XVII века. Поселение началось с семей трёх запорожских казаков — Зоря (от него и образовалось название), Андрей и Гриша, которые после ликвидации Запорожской Сечи в царствование Екатерины II поселились на свободных землях у реки Крапивная. Первое упоминание в летописях — 1781 год, где указывается, что на 1787 год Зорин хутор насчитывал 31 жителя и 18 домов, а уже в 1834 году — 13 дворов с населением 143 человека.
На 1910 год в поселении проживало 476 человек и было 100 хозяйств.
В 1927 году создано общество по совместной обработке земли, в 30-х годах — около десятка артелей.
В годы Великой Отечественной войны 408 жителей села воевали на фронтах, из них 120 награждены боевыми орднамы и медалями. В честь 224 погибших земляков в селе воздвигнут обелиск Славы.
По состоянию на начало 1970-х годов в селе работала средняя школа, где обучалось 336 учащихся, клуб на 400 мест, библиотека с книжным фондом 8,6 тысячи книг, фельдшерско-акушерский пункт, роддом, 2 детских садов, БЫТКОМБИНАТ. В селе была размещена центральная усадьба колхоза «Коммунист», имевшего в пользовании 2500 га сельскохозяйственных угодий, в том числе 2,4 тысячи га пахотной земли. Колхоз специализировался на производстве зерна и молока. Также в селе работала электростанция, мельница, лесопилка, кирпичный завод.